# Mesaiokeras mikhailini
Mesaiokeras mikhailini is een eenoogkreeftjessoort uit de familie van de Mesaiokeratidae. De wetenschappelijke naam van de soort is voor het eerst geldig gepubliceerd in 1995 door Andronov.